# Korkino
Korkino (in russo Коркино? è una città della Russia, nell'oblast' di Čeljabinsk, sorge sulle pendici degli Urali meridionali, a circa 40 km da Čeljabinsk.
Ricordato come villaggio in alcuni documenti del 1789, venne fondata nel 1779 e nel 1942 ricevette lo status di città. Nel 2010 ospitava una popolazione di circa 38 000 abitanti e nel 2023 di 36 591 abitanti.